# Ian Williams (musicista)
Ian Williams (Johnstown, 31 agosto 1970) è un musicista, compositore e cantante statunitense, noto per la sua militanza nei Don Caballero e come fondatore degli Storm & Stress e dei Battles.

## Biografia
Nacque a Johnstown, ma passò buona parte della sua infanzia e adolescenza in Malawi, tornando negli Stati Uniti solo al momento di frequentare il liceo.
Dopo l'esperienza con la sua prima band negli anni dell'adolescenza, gli Sludgehammer di Pittsburgh, nei quali cantava e suonava la batteria, entrò nel 1992 nei Don Caballero, nei quali suonò la chitarra ritmica fino al 2000. Nel 1997 fondò il progetto parallelo di rock sperimentale Storm & Stress, dove era chitarra solista e con cui pubblicò due album. Nel 2000 apparve in un cameo nel film Alta fedeltà, come il cliente nel negozio musicale.
Nel 2001 si trasferì a New York, e l'anno successivo fondò i Battles, dove suona sia la chitarra che le tastiere.

## Stile
Autodidatta, cita tra le sue influenze Steve Rich, Terry Riley, i minimalisti degli anni sessanta. Williams è noto per il suo approccio al finger tapping con la chitarra, e utilizza il sistema Echoplex looping Gibson. L'uso del tapping con la chitarra gli permette di accompagnare sé stesso alle tastiere nelle esibizioni dal vivo, utilizzando una sola mano per ogni strumento.

## Discografia

### Con i Don Caballero
Album in studio
- 1993 - For Respect
- 1995 - Don Caballero 2
- 1998 - What Burns Never Returns
- 2000 - American Don

Raccolte
- 1999 - Singles Breaking Up (Vol. 1)

EP
- 1992 - Lucky Father Brown / Belted Sweater / Shoeshine
- 1992 - Unresolved Karma / Puddin' In My Eye
- 1993 - Andandandandandandandand / First Hits
- 1993 - Our Caballero / My Ten-Year-Old Lady is Giving It Away
- 1993 - Our Caballero
- 1995 - If You've Read Dr. Adder, Then You Know What I Want
- 1996 - Waltor / Shuman Center 91
- 1998 - Trey Dog's Acid / Room Temperature Lounge

### Con i Storm & Stress
- 1997 - Storm and Stress
- 2000 - Unzer Thunder & Fluorescent Lights

### Con i Battles
Album in studio
- 2007 - Mirrored
- 2011 - Gloss Drop
- 2015 - La Di Da Di

EP
- 2004 - EP C
- 2004 - B EP
- 2004 - EPC
- 2007 - Lives
- 2007 - Tonto+

Raccolte
- 2006 - EP C/B EP
- 2009 - Warp20 (Chosen)
- 2012 - * Dross Glop

Singoli
- 2004 - Tras
- 2007 - Atlas
- 2007 - Tonto
- 2010 - The Line
- 2011 - Ice Cream
- 2011 - My Machines